# Araeomolis propinqua
Araeomolis propinqua is een beervlinder uit de familie van de spinneruilen (Erebidae). De wetenschappelijke naam van de soort is voor het eerst geldig gepubliceerd in 1998 door de Toulgoët.